# Kazimierz Gliński
Kazimierz Gliński ps. Kazimierz Poroh (ur. 13 czerwca 1850 w Wasylówce k. Kijowa, zm. 1 stycznia 1920 w Nałęczowie) – polski poeta, dramaturg i powieściopisarz.

## Życiorys
Pochodził ze zubożałej rodziny ziemiańskiej. Był synem Ludwika Glińskiego oraz ojcem Mieczysława Glińskiego. Szkołę średnią ukończył w Berdyczowie. W 1868 wstąpił na wydział historyczno-filologiczny Uniwersytetu Jagiellońskiego. W 1873 roku przeniósł się z Krakowa do Warszawy. Wielokrotnie przebywał w Nałęczowie, gdzie zmarł. Został pochowany na miejscowym cmentarzu. Pisarza upamiętnia tablica umieszczona na budynku zarządu Spółki Zakładu Leczniczego w Nałęczowie.

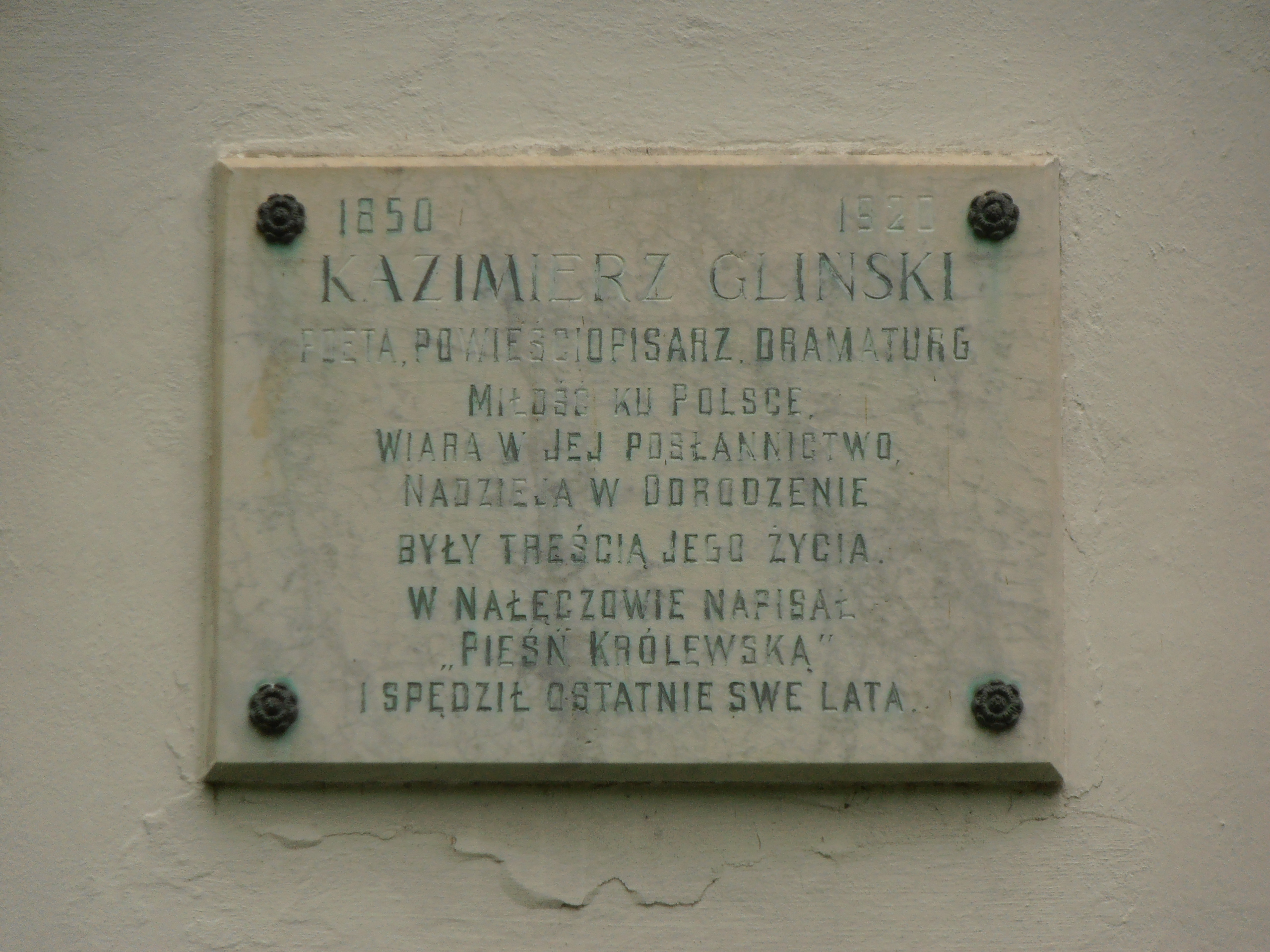
Tablica pamiątkowa w Nałęczowie

## Twórczość
Był autorem szeregu powieści historycznych, dramatów i zbiorów poezji. Pierwsze poezje drukował w czasopiśmie krakowskim „Kalina” oraz lwowskiej „Strzesze”.

## Dzieła
- Wspomnienie Tatrów: z marzeń o szarej godzinie – wyd. Warszawa 1890[2]
- Ballady i powieści – wyd. 1901[3]
- Pan Filip z Konopi Cz. 1–3. Z nieznanych dotąd żadnemu historykowi rękopisów sumiennie odtworzył i do publicznej wiadomości[4]
- Boruta. Powieść z lat dawnych – wyd. 1904
- Królewska Pieśń – poemat, wyd. 1907[5]
- Bajki Niekrasickiego – poezje, wyd. 1910[6]
- Bajki – wyd. 1912
- Bonawentura Dzierdziejewski. Powieść obyczajowa z czasów stanisławowskich, spisana z opowiadań ojca mojego – powieść historyczna, wyd. 1919[7]
- Ostrzeżenica – wyd. 1920
- Ave! – nowela, wyd. 1922[8]
- Cecora. Powieść historyczna z pierwszej połowy XVII w. – 1902[9][10][11]